# Taraxacum tenuisectum
Taraxacum tenuisectum là một loài thực vật có hoa trong họ Cúc. Loài này được Sommier & Levier miêu tả khoa học đầu tiên năm 1900.